# الطراز المعلم في البيان
الطراز المعلم في البيان هو نظم في علم البلاغة، وهي منظومة من نظم ناصيف اليازجي. ويقول الكاتب هذه أرجوزة لطيفة وضعتها في علم المعاني والبيان والبديع جامعة ما تيسر جمعه من الجميع وعلقت عليها شرحاً يقوم بحل معاقدها وإستخراج فوائدها وأنا أسأل الله أن ينفع بها مطالعيها من طلبة هذه الفنون لتكزن مرقاة إلي ما فوقها من الشروح والمتون.